# Hexalectris arizonica
Hexalectris arizonica är en orkidéart som först beskrevs av Sereno Watson, och fick sitt nu gällande namn av A.H.Kenn. och L.E.Watson. Hexalectris arizonica ingår i släktet Hexalectris och familjen orkidéer. Inga underarter finns listade i Catalogue of Life.